# Албано ди Лукания
Алба̀но ди Лука̀ния (на италиански: Albano di Lucania) е село и община в Южна Италия, провинция Потенца, регион Базиликата. Разположено е на 899 m надморска височина. Населението на общината е 1474 души (към 2011 г.).